# Tyndallhydrus
Tyndallhydrus es un género de coleópteros adéfagos de la familia Dytiscidae. 

## Especies
- Tyndallhydrus caraboides	Sharp 1882
- Tyndallhydrus coriaceus